# Troides prattorum
Troides prattorum är en fjärilsart som först beskrevs av James John Joicey och Talbot 1922.  Troides prattorum ingår i släktet Troides och familjen riddarfjärilar. IUCN kategoriserar arten globalt som sårbar. Inga underarter finns listade i Catalogue of Life.